# Golubovići (Republika Serbska)
Golubovići (cyr. Голубовићи) – wieś w Bośni i Hercegowinie, w Republice Serbskiej, w gminie Rogatica. W 2013 roku liczyła 8 mieszkańców.